# Franjo I. Frankapan Slunjski
Franjo I. Frankopan Slunjski (lat. Franciscus de Frangepanibus) (Slunj, 1536. — Varaždin, 2. prosinca 1572.), hrvatski knez, hrvatski ban i protuturski vojskovođa iz velikaške obitelji Frankapan. Bio je posljednji muški izdanak slunjske loze Frankapana, nazivan u Hrvatskoj kao "mačem i štitom ostatka Ilirije" (ensis et clipeus Illyrici reliquiarum).

## Životopis
Rođen je u slunjskom ogranku velikaške obitelji Frankapana, u obitelji oca Jurja III. Frankopana Slunjskog i majke Ane Blagajske. Poslije očeve smrti 1553. godine naslijedio je gradove Slunj, Cetin, Malu i Veliku Kladušu, Krstinju, Kremen, Ledenice u Hrvatskom primorju i posjed Gore u Pokuplju. Budući da mu je većina posjeda bila uz granicu Bosanskog sandžaka i izložena stalnoj turskoj opasnosti, trošio je sav prihod s posjeda na utvrđivanje gradova i straže. Zbog toga je proveo čitav život u ratovanju s Turcima.
Godine 1567. imenovao ga je kralj Maksimilijan II., uz zagrebačkog biskupa Jurja Draškovića, za hrvatskog bana. Oba bana imala su zajednički banski pečat s grbovima obje obitelji. Franjo I. je stalno tražio kraljevo dopuštenje za napad na turski teritorij, što je kralj odbijao. Unatoč tome, Franjo je s rođakom Nikolom VIII. Tržačkim, Jurjem IV. Zrinskim i drugima, u rujnu 1570. godine provalio preko Une niže od Kostajnice na tursko područje, a u lipnju 1571. je protjerao turske konjanike ispod Hrastovice.
Stalna potreba za vojskom i obranom posve ga je osiromašila, tako da je 1572. godine imao još samo 20 kmetova. Umro je od infekcije u Varaždinu, na putu u Moravsku, gdje se trebao vjenčati sa zaručnicom Julijom, kćeri Ladislava Kereczenyja, jednog od najbogatijih feudalaca u Ugarskoj i Hrvatskoj.

## Vanjske poveznice
- Frankapan, Franjo I. Slunjski Hrvatski biografski leksikon, pristupljeno 18. veljače 2016.
- Frankapan, Franjo I. Hrvatska enciklopedija, pristupljeno 18. veljače 2016.
- Frankapan, Franjo I. Slunjski Proleksis enciklopedija, pristupljeno 18. veljače 2016.

| Prethodnik:      | Hrvatski ban (1567. - 1572.) | Nasljednik:         |
| Petar II. Erdődy | Hrvatski ban (1567. - 1572.) | Juraj II. Drašković |